# Macouria
Macouria – miasto w Gujanie Francuskiej. Znajduje się tutaj Gujański Ogród Botaniczny.